# Henschel Hs 129

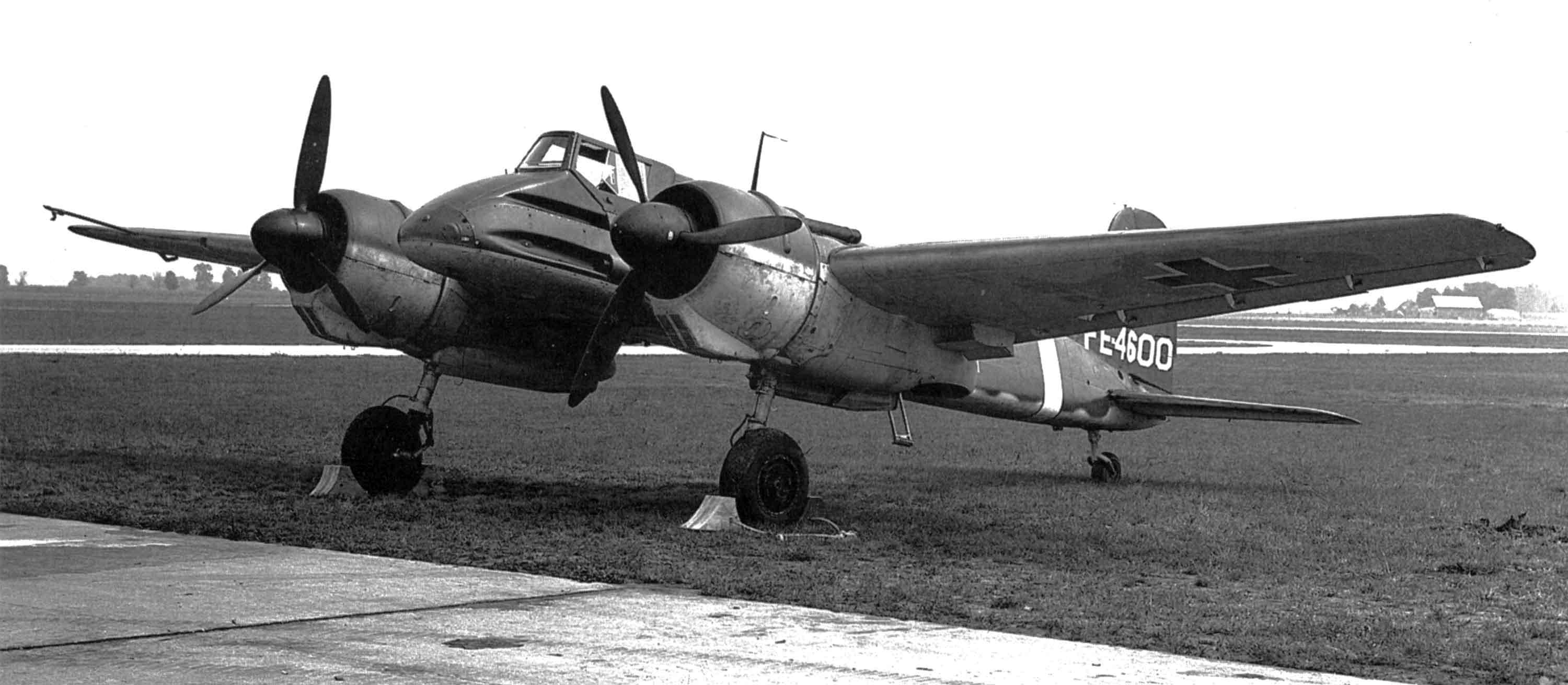
Henschel Hs 129B-1
Função: ataque ao solo
Fabricante: Henschel
Primeiro voo: 25 de Maio de 1939
Entrada em serviço: Abril de 1942
Retirado de serviço: 1945
Usuários:
Luftwaffe
Força Aérea húngara
Força Aérea Romena
Produção: Junho de 1942
a Setembro de 1944
Total fabricado: 865

Henschel Hs 129 - era uma aeronave alemã desenvolvida para atacar formações de carros de combate e empregada na Segunda Guerra Mundial.
Utilizava os mesmos motores do Me 323, produzidos na França ocupada. A fraca motorização acompanhou a história operacional da aeronave e prejudicou seu desenvolvimento. Entrou em operação em 1942, em um período da guerra na qual já não poderia contar com escolta adequada.

## Projeto
Para exercer sua função, o Hs 129 recebeu uma pesada blindagem na cabine, tanques auto-vedantes e um poderoso armamento, sendo muito empregado para apoio tático na frente russa. Procurou-se projetar a menor aeronave possível, com agilidade semelhante ao dos caças. Foram produzidas versões com um canhão antitanque BK7,5 de 75mm preso ano nariz.
Apelidado de Fliegender Büchsenöffner (em alemão "abridor de latas voador"), foi projetado especificamente como um destruidor de carros de combate. Outras aeronaves também forma empregadas pela Luftwaffe nesta função, como o Fw 190G, o Bf 110 e o Ju 87G.
Série A: quatro metralhadoras MG17 de 7,92mm.
Série B:
- versão 129B-1/R1 - dois canhões MG151 de 20mm, duas bombas de 50 kg ou 48 bombas de fragmentação de 2 kg.
- versão B-1/R2 - um canhão Mk101 de 30mm e bombas SD4 de 4 kg.
- versão B-1/R2 - um canhão Mk101 de 30mm e bombas SD4 de 4 kg, além de quatro metralhadoras MG17.
- versão B-1/R-4 - duas metralhadoras MG17 e 250 kg de bombas.
- versão B-1/R5 - câmera fotográfica para reconhecimento.
- versões B-2 - metralhadoras MG131 com calibre de 13mm, algumas aeronaves adaptadas com canhões antitanque BK 3,7 de calibre 37mm e BK 7,5 de calibre 75mm.
- versões B-3 - canhão e lançadores de foguetes de 75mm. Apenas 25 foram produzidos.

Série C:
- Pretendia resolver o problema da submotorização adaptando motores italianos Isotta-Fraschini Delta. Pelos atrasos na fabricação dos motores e com a destruição da planta de fabricação pelos aliados, não chegou a ser produzido.

## Características
- Modelo: Hs 129B1/R1
- Envergadura: 14,2 m
- Comprimento: 9,75 m
- Altura: 3,25 m
- Peso: 4.060 kg (vazio) e 5.110 kg (carregado)
- Motor: 2 x Gnome-Rhône 14M 04/05, 14 cilindros radiais (690 hp)
- Velocidade: 408 km/h (máxima)
- Teto Máximo: 9.000 m
- Alcance: 880 km
- Armamento: 2 metralhadoras MG 17 de 7,92 mm e 2 canhões MG 151/20 de 20 mm, 2 bombas de 50 kg ou 48 bombas de fragmentação.